# Sechstagerennen Stuttgart

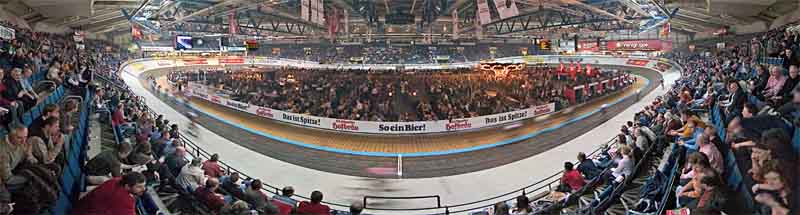
Sechstagerennen Stuttgart 2006

Das Stuttgarter Sechstagerennen war eine traditionelle Radsportveranstaltung in Stuttgart.
Das erste Sechstagerennen von Stuttgart fand 1928 in der Stadthalle statt und wurde von Piet van Kempen und Theo Frankenstein gewonnen. Es wurden sechs Ausgaben zwischen 1928 und 1933 ausgetragen. Danach wurde das Sechstagerennen 50 Jahre lang nicht mehr veranstaltet.
Ab 1984 wurde das Sechstagerennen, auf Initiative von Winfried Holtmann, wiederbelebt und fand in der 1983 eröffneten Hanns-Martin-Schleyer-Halle statt. Die Halle verfügt über eine 285 Meter langen Holzbahn und über 8.000 Sitzplätzen. Organisatoren waren von 1984 bis 1989 Winfried Holtmann und von 1990 bis 2008 Roman Hermann, einem ehemaligen Rennfahrer und zweifachen Gewinner der Veranstaltung. Ab 2004 bestanden die teilnehmenden Teams aus drei Fahrern. Die Veranstaltung 2009 wurde im Oktober 2008 abgesagt und danach nicht mehr veranstaltet.
Rekordsieger ist der Deutsche Andreas Kappes mit sechs Erfolgen.

## Ergebnisse
| Jahr     | Sieger                                         | Zweiter                                            | Dritter                                             |
| -------- | ---------------------------------------------- | -------------------------------------------------- | --------------------------------------------------- |
| 1928     | Theo Frankenstein Piet van Kempen              | Erich Junge Willy Rieger                           | Henri Duray Victor Standaert                        |
| 1929 (1) | Emil Richli Pietro Linari                      | Paul Buschenhagen Theo Frankenstein                | Erich Junge Max Skupinski                           |
| 1929 (2) | Paul Buschenhagen Piet van Kempen              | Max Skupinski Jan Pijnenburg                       | Hans Bragard Albert Meyer                           |
| 1930     | Keine Austragung                               | Keine Austragung                                   | Keine Austragung                                    |
| 1931 (1) | Fritz Preuss Paul Resiger                      | Willy Funda Kurt Krüger                            | Lothar Ehmer Oskar Tietz                            |
| 1931 (2) | Gottfried Hürtgen Viktor Rausch                | Paul Buschenhagen Emil Richli                      | Adolphe Charlier Roger De Neef                      |
| 1932     | Keine Austragung                               | Keine Austragung                                   | Keine Austragung                                    |
| 1933     | Jan Pijnenburg Emil Richli                     | Gustav Kilian Hans Putzfeld                        | Fritz Preuss Oskar Tietz                            |
| 1934–83  | Keine Austragung                               | Keine Austragung                                   | Keine Austragung                                    |
| 1984     | Gregor Braun Gert Frank                        | Josef Kristen Horst Schütz                         | Albert Fritz Roman Hermann                          |
| 1985     | Josef Kristen Henry Rinklin                    | Albert Fritz Dietrich Thurau                       | Gert Frank Michael Marcussen                        |
| 1986     | Gert Frank René Pijnen                         | Josef Kristen Dietrich Thurau                      | Danny Clark } Anthony Doyle                         |
| 1987     | Roman Hermann Josef Kristen                    | Francesco Moser } Anthony Doyle                    | Danny Clark Dietrich Thurau                         |
| 1988     | Roman Hermann Dietrich Thurau                  | Danny Clark } Anthony Doyle                        | Volker Diehl Roland Günther                         |
| 1989     | Danny Clark Uwe Bolten                         | Rolf Gölz Roman Hermann                            | Dietrich Thurau Constant Tourné                     |
| 1990     | Volker Diehl Etienne De Wilde                  | Urs Freuler Hansrüdi Märki                         | Pierangelo Bincoletto Guido Bontempi                |
| 1991     | Andreas Kappes Etienne De Wilde                | Jens Veggerby Constant Tourné                      | Danny Clark Roland Günther                          |
| 1992     | Pierangelo Bincoletto Danny Clark              | Jens Veggerby Constant Tourné                      | Andreas Kappes Etienne De Wilde                     |
| 1993     | Andreas Kappes Etienne De Wilde                | Pierangelo Bincoletto Danny Clark                  | Konstantin Chrabzow Peter Pieters                   |
| 1994     | Jens Veggerby Etienne De Wilde                 | Kurt Betschart Bruno Risi                          | Andreas Kappes Danny Clark                          |
| 1995     | Danny Clark Etienne De Wilde                   | Kurt Betschart Bruno Risi                          | Jimmi Madsen Jens Veggerby                          |
| 1996     | Jimmi Madsen Jens Veggerby                     | Kurt Betschart Bruno Risi                          | Danny Clark Gerd Dörich                             |
| 1997     | Andreas Kappes Carsten Wolf                    | Kurt Betschart Bruno Risi                          | Danny Clark Matthew Gilmore                         |
| 1998     | Kurt Betschart Bruno Risi                      | Andreas Kappes Adriano Baffi                       | Silvio Martinello Marco Villa                       |
| 1999     | Andreas Kappes Adriano Baffi                   | Tayeb Braikia Jimmi Madsen                         | Silvio Martinello Marco Villa                       |
| 2000     | Andreas Kappes Silvio Martinello               | Adriano Baffi Marco Villa                          | Gerd Dörich Erik Weispfennig                        |
| 2001     | Marco Villa Silvio Martinello                  | Andreas Kappes Gerd Dörich                         | Matthew Gilmore Scott McGrory                       |
| 2002     | Kurt Betschart Bruno Risi                      | Matthew Gilmore Scott McGrory                      | Andreas Beikirch Gerd Dörich                        |
| 2003     | Matthew Gilmore Scott McGrory                  | Andreas Beikirch Andreas Kappes                    | Jens Lehmann Gerd Dörich                            |
| 2004     | Andreas Beikirch Gerd Dörich Andreas Kappes    | Kurt Betschart Franco Marvulli Bruno Risi          | Matthew Gilmore Marty Nothstein Jean-Pierre van Zyl |
| 2005     | Kurt Betschart Franco Marvulli Bruno Risi      | Andreas Beikirch Gerd Dörich Andreas Kappes        | Alexander Aeschbach Leif Lampater Marco Villa       |
| 2006     | Robert Bartko Guido Fulst Leif Lampater        | Kurt Betschart Franco Marvulli Alexander Aeschbach | Matthew Gilmore Iljo Keisse Marco Villa             |
| 2007     | Bruno Risi Franco Marvulli Alexander Aeschbach | Robert Bartko Guido Fulst Leif Lampater            | Olaf Pollack Peter Schep Danny Stam                 |
| 2008     | Robert Bartko Iljo Keisse Leif Lampater        | Bruno Risi Guido Fulst Alexander Aeschbach         | Andreas Beikirch Gerd Dörich Erik Mohs              |